# Mousa
Mousa (oldnordisk: Mosey "mos-ø") er en lille ø, som er en del af Shetlandsøerne, Skotland. Den har været ubeboet siden 1800-tallet, og er kendt for Broch Mousa, der er et rundt tårn fra jernalderen, og det er et fuglebeskyttelsesområde for stormsvalers yngleområder.

## Historie
Mousa Broch er den bedst bevarede jernalderbefæstning på De Britiske Øer. Det omkring 2000 år gamle rundtårn står ved en klippefyldt kystlinje som en af et par brocher, der vogter over Mousa Sound. De kan have været en del af en kæde af brocher i denne del af Shetland, der har stået tæt nok til at ét tårn kunne ses fra det næste som fyrtårne. Den anden i "parret", ved Burland på Mainland, er langt mindre velbevaret. Mange brocher dannede centrum for en bosættelse, men der har aldrig været en fuld arkæologisk undersøgelse for at bekræfte dette ved Mousa. Den blev ryddet i 1860 og igen i 1919. Mousa har overlevet stort set intakt i mere en 13 meters højde, og det har sandsynligvis ikke været meget højre, og det er den højest bevarede broch og det er blandt de bedst bevarede forhistoriske bygninger i Europa. Den undgik at blive brugt som stenbrud til nærliggende stenmure og bondehuse (som nu er forladte).
Mousa nævnes i Orkneyinga Saga som et forsvarssted under invasioner, samt som et gemmested for elskende.
Indgangspassagen til Mousa Broch er lang, hvilket afspejler den enorme tykkelse af dens mure. Ved sin base er brochens diameter 15 meter, men det indre er kun 6 meter i diameter. Inde i den enorme vægtykkelse ved basen findes en række kamre, som sandsynligvis blev brugt til opbevaring, mens der på højere niveauer løber gange mellem den indre og ydre skal af muren. På indersiden fører en stejl trappe op til toppen af muren. Halvvejs oppe er der en repos, som sandsynligvis gav adgang til et øvre niveau af brochens indre, bygget på en afsats, der løber rundt om indersiden af væggen.
I juli 1558 angreb to skotske skibe fra Aberdeen, Meikle Swallow og Little Swallow, en engelsk flåde ud for Shetland. De skotske sømænd tog kvæg og andre varer, som tilhørte Olave Sinclair på Mousa. Sinclair krævede erstatning ved domstolene i Edinburgh.